# Championnat d'Uruguay de football
 (septembre 2024).
Si vous disposez d'ouvrages ou d'articles de référence ou si vous connaissez des sites web de qualité traitant du thème abordé ici, merci de compléter l'article en donnant les références utiles à sa vérifiabilité et en les liant à la section « Notes et références ».
Le Championnat d'Uruguay de football (Liga AUF Uruguaya) est d'abord une compétition amateur de 1900 à 1931. La ligue professionnelle voit le jour en 1932. Depuis 1994, le championnat comprend deux phases avec un tournoi d'ouverture (Apertura) et un tournoi de clôture (Clausura) sanctionné par une finale pour le titre en fin d'année.
Le championnat d'élite se nomme Liga AUF Uruguaya. Sous ce niveau, on retrouve la Segunda División Profesional (D2) et la Primera C (D3).
Tout au long de son histoire, soixante clubs ont participé au championnat (trente-neuf dans l'ère professionnelle), le Club Nacional de Football étant l'équipe la plus présente avec 119 éditions (seul le Club Nacional de Football n'a pas participé à l'édition inaugurale). Au total, onze clubs ont été champions, et la plupart des saisons ont été oligopolisées par les deux grands du football uruguayen : le Club Atlético Peñarol, qui a remporté 52 titres et le Nacional, qui a remporté 49 titres. Les autres équipes ayant remporté le championnat d'Uruguay sont Defensor Sporting, Danubio et River Plate Football Clubn 2 avec 4 titres, Montevideo Wanderers avec 3 titres et Rampla Juniors, Bella Vista, Central Español, Progreso et Liverpool avec un titre.

## Histoire
Le football a été introduit par des immigrants anglais dans les années 1880, plus précisément dans la capitale Montevideo. Le premier match de football connu en Uruguay a été disputé en 1881 entre le Montevideo Rowing Club (fondé en 1874) et le Montevideo Cricket Club (1861), deux institutions multisports.
La première équipe uruguayenne dédiée principalement au football est le Albion Football Club, fondé le 1er juin 1891. Le 30 mars 1900, la Uruguay Association Football League est fondée par quatre équipes (CURCC, Albion, Uruguay Athletic et Deutscher), dans le but d'organiser le football dans le pays et ses championnats. Cette association est chargée d'organiser le premier tournoi, qui a été disputé la même année par les quatre mêmes équipes. À cette époque, le football anglais dominait dans la région du Río de la Plata, de sorte que le premier championnat est remporté par le CURCC, une équipe aux fortes racines anglaises. Pour la deuxième édition, le Nacional s'est joint à la compétition, une équipe locale qui émerge en réponse aux clubs anglais, qui n'avaient pas été autorisés à participer un an plus tôt. 

## Palmarès
| Année     | Champion                 |
| 1900      | CURCC/Peñarol (1)        |
| 1901      | CURCC/Peñarol (2)        |
| 1902      | Nacional (1)             |
| 1903      | Nacional (2)             |
| 1904      | Championnat non joué     |
| 1905      | CURCC/Peñarol (3)        |
| 1906      | Wanderers (1)            |
| 1907      | CURCC/Peñarol (4)        |
| 1908      | River Plate FC (1)       |
| 1909      | Wanderers (2)            |
| 1910      | River Plate FC (2)       |
| 1911      | CURCC/Peñarol (5)        |
| 1912      | Nacional (3)             |
| 1913      | River Plate FC (3)       |
| 1914      | River Plate FC (4)       |
| 1915      | Nacional (4)             |
| 1916      | Nacional (5)             |
| 1917      | Nacional (6)             |
| 1918      | Peñarol (6)              |
| 1919      | Nacional (7)             |
| 1920      | Nacional (8)             |
| 1921      | Peñarol (7)              |
| 1922      | Nacional (9)             |
| 1923      | Nacional (10)            |
| 1924      | Nacional (11)            |
| 1925      | Championnat non fini     |
| 1926      | Championnat non joué     |
| 1927      | Rampla Juniors FC (1)    |
| 1928      | Peñarol (8)              |
| 1929      | Peñarol (9)              |
| 1930      | Championnat non joué     |
| 1931      | Wanderers (3)            |
| 1932      | Peñarol (10)             |
| 1933      | Nacional (12)            |
| 1934      | Nacional (13)            |
| 1935      | Peñarol (11)             |
| 1936      | Peñarol (12)             |
| 1937      | Peñarol (13)             |
| 1938      | Peñarol (14)             |
| 1939      | Nacional (14)            |
| 1940      | Nacional (15)            |
| 1941      | Nacional (16)            |
| 1942      | Nacional (17)            |
| 1943      | Nacional (18)            |
| 1944      | Peñarol (15)             |
| 1945      | Peñarol (16)             |
| 1946      | Nacional (19)            |
| 1947      | Nacional (20)            |
| 1948      | Championnat non attribué |
| 1949      | Peñarol (17)             |
| 1950      | Nacional (21)            |
| 1951      | Peñarol (18)             |
| 1952      | Nacional (22)            |
| 1953      | Peñarol (19)             |
| 1954      | Peñarol (20)             |
| 1955      | Nacional (23)            |
| 1956      | Nacional (24)            |
| 1957      | Nacional (25)            |
| 1958      | Peñarol (21)             |
| 1959      | Peñarol (22)             |
| 1960      | Peñarol (23)             |
| 1961      | Peñarol (24)             |
| 1962      | Peñarol (25)             |
| 1963      | Nacional (26)            |
| 1964      | Peñarol (26)             |
| 1965      | Peñarol (27)             |
| 1966      | Nacional (27)            |
| 1967      | Peñarol (28)             |
| 1968      | Peñarol (29)             |
| 1969      | Nacional (28)            |
| 1970      | Nacional (29)            |
| 1971      | Nacional (30)            |
| 1972      | Nacional (31)            |
| 1973      | Peñarol (30)             |
| 1974      | Peñarol (31)             |
| 1975      | Peñarol (32)             |
| 1976      | Defensor (1)             |
| 1977      | Nacional (32)            |
| 1978      | Peñarol (33)             |
| 1979      | Peñarol (34)             |
| 1980      | Nacional (33)            |
| 1981      | Peñarol (35)             |
| 1982      | Peñarol (36)             |
| 1983      | Nacional (34)            |
| 1984      | Central Español (1)      |
| 1985      | Peñarol (37)             |
| 1986      | Peñarol (38)             |
| 1987      | Defensor (2)             |
| 1988      | Danubio (1)              |
| 1989      | Progreso (1)             |
| 1990      | Bella Vista (1)          |
| 1991      | Defensor (3)             |
| 1992      | Nacional (35)            |
| 1993      | Peñarol (39)             |
| 1994      | Peñarol (40)             |
| 1995      | Peñarol (41)             |
| 1996      | Peñarol (42)             |
| 1997      | Peñarol (43)             |
| 1998      | Nacional (36)            |
| 1999      | Peñarol (44)             |
| 2000      | Nacional (37)            |
| 2001      | Nacional (38)            |
| 2002      | Nacional (39)            |
| 2003      | Peñarol (45)             |
| 2004      | Danubio (2)              |
| 2005      | Nacional (40)            |
| 2005/2006 | Nacional (41)            |
| 2006/2007 | Danubio (3)              |
| 2007/2008 | Defensor (4)             |
| 2008/2009 | Nacional (42)            |
| 2009/2010 | Peñarol (46)             |
| 2010/2011 | Nacional (43)            |
| 2011/2012 | Nacional (44)            |
| 2012/2013 | Peñarol (47)             |
| 2013/2014 | Danubio (4)              |
| 2014/2015 | Nacional (45)            |
| 2015/2016 | Peñarol (48)             |
| 2016      | Nacional (46)            |
| 2017      | Peñarol (49)             |
| 2018      | Peñarol (50)             |
| 2019      | Nacional (47)            |
| 2020      | Nacional (48)            |
| 2021      | Peñarol (51)             |
| 2022      | Nacional (49)            |
| 2023      | Liverpool (1)            |
| 2024      | Peñarol(52)              |

## Bilan
| Club            | Titres | Années |
| Peñarol/CURCC   | 52     | 1918, 1921, 1928, 1929, 1932, 1935, 1936, 1937, 1938, 1944, 1945, 1949, 1951, 1953, 1954, 1958, 1959, 1960, 1961, 1962, 1964, 1965, 1967, 1968, 1973, 1974, 1975, 1978, 1979, 1981, 1982, 1985, 1986, 1993, 1994, 1995, 1996, 1997, 1999, 2003, 2010, 2013, 2015-2016, 2017, 2018, 2021, 2024        |
| Nacional        | 49     | 1902, 1903, 1912, 1915, 1916, 1917, 1919, 1920, 1922, 1923, 1924, 1933, 1934, 1939, 1940, 1941, 1942, 1943, 1946, 1947, 1950, 1952, 1955, 1956, 1957, 1963, 1966, 1969, 1970, 1971, 1972, 1977, 1980, 1983, 1992, 1998, 2000, 2001, 2002, 2005, 2006, 2009, 2011, 2012, 2015, 2016, 2019, 2020, 2022 |
| Defensor        | 4      | 1976, 1987, 1991, 2008 |
| Danubio         | 4      | 1988, 2004, 2007, 2014 |
| River Plate FC  | 4      | 1908, 1910, 1913, 1914 |
| Wanderers       | 3      | 1906, 1909, 1931 |
| Rampla Juniors  | 1      | 1927 |
| Bella Vista     | 1      | 1990 |
| Liverpool       | 1      | 2023 |
| Central Español | 1      | 1984 |
| CA Progreso     | 1      | 1989 |

## Statistiques

### Meilleurs buteurs de l'histoire du championnat
|    | Joueurs                | Période   | Buts |
| -- | ---------------------- | --------- | ---- |
| 1  | Fernando Morena        | 1969-1984 | 230  |
| 2  | Atilio García          | 1938-1950 | 208  |
| 3  | Alberto Spencer        | 1960-1970 | 202  |
| 4  | Héctor Scarone         | 1916-1934 | 163  |
| 5  | Pablo Terevinto        | 1920-1931 | 124  |
| 6  | René Borjas            | 1920-1931 | 109  |
| 7  | Óscar Míguez           | 1948-1960 | 107  |
| 8  | Héctor Castro          | 1921-1936 | 107  |
| 9  | Pedro Petrone          | 1923-1933 | 103  |
| 10 | Juan Peregrino Anselmo | 1922-1935 | 102  |